# Kloster Tegher

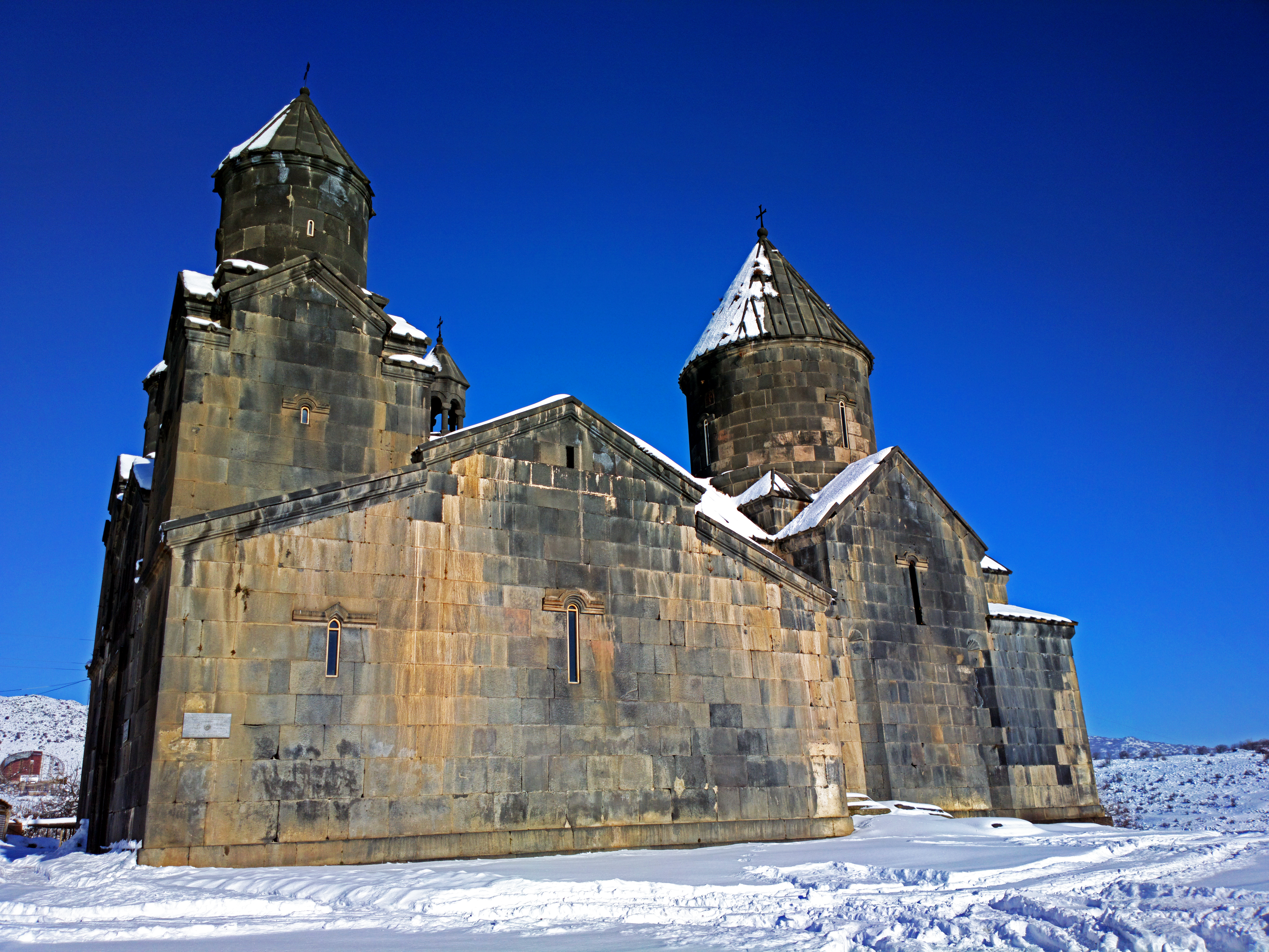
Kloster Tegher

Das Kloster Tegher (armenisch Տեղեր oder auch Տեղերի Վանք Tegheri Wank) ist ein ehemaliges Kloster der Armenischen Apostolischen Kirche in der westarmenischen Provinz Aragazotn. Die Ursprünge des Klosters gehen auf das frühe 13. Jahrhundert zurück. Heute ist es teilweise eine Ruine.

## Lage
Das Kloster liegt in der Nähe des Dorfes Tegher auf einer Höhe von 1700 m an der Südflanke des Aragaz, einem erloschenen Schichtvulkan, der mit 4090 m die höchste Erhebung in Armenien ist. Dort steht es am Rande einer Canyon, auf dessen gegenüberliegenden Seite die Stadt Bjurakan liegt. In Das Kloster überlebte intakt während einer Zeit, als Einfälle der Mongolen das Land plagten. In unmittelbarer Nähe des Klosters befinden sich die Ruinen des Dorfes Tegher aus dem 9. Jahrhundert, darunter die Reste einer Tukh-Manuk-Kultstätte. In der Umgebung gibt es zudem einen Friedhof, der vom Mittelalter bis zum 19. Jahrhundert belegt wurde. Auf dem Areal stehen einigen Mausoleen und Chatschkare.

## Baubeschreibung

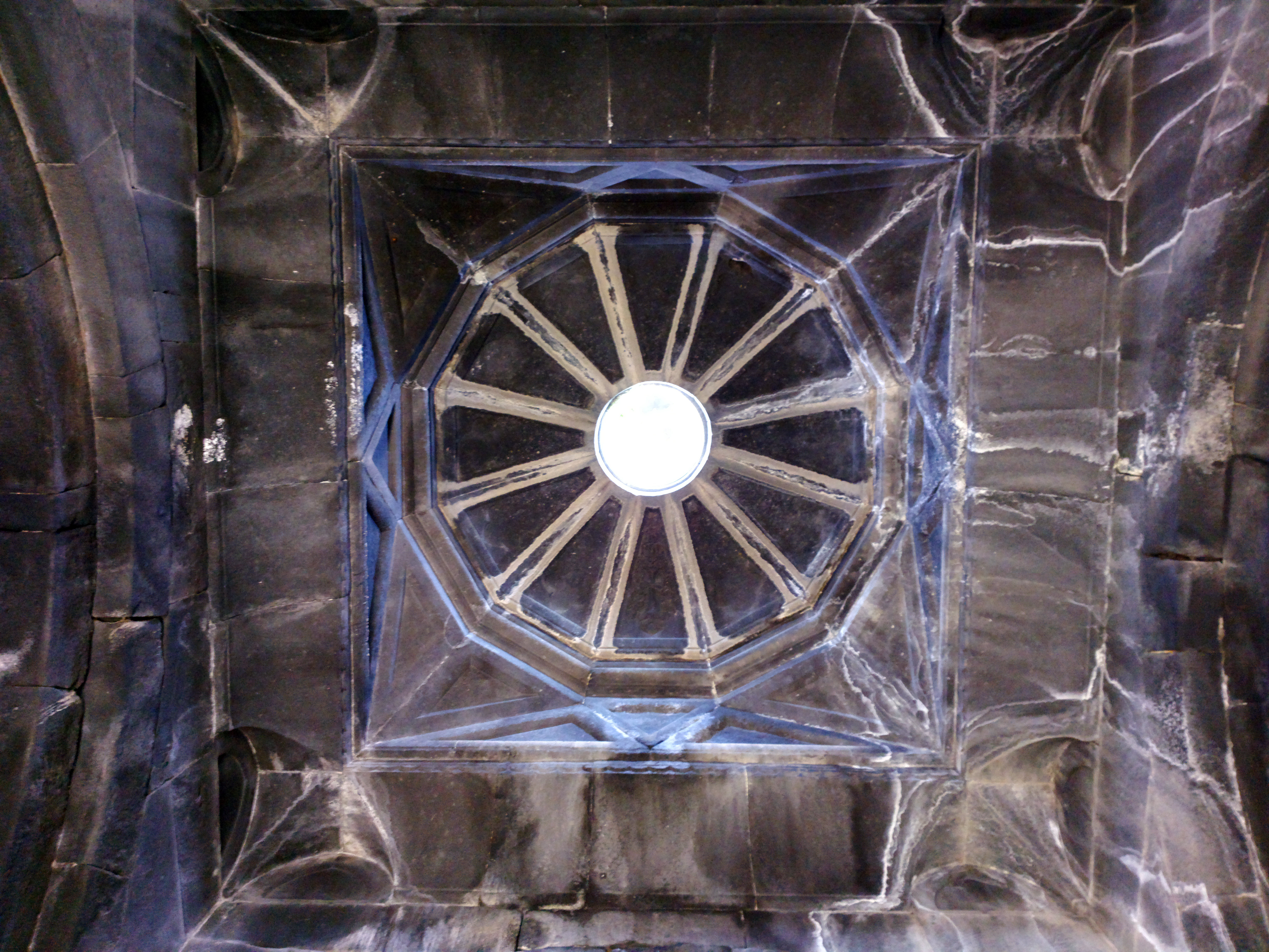
Die Kuppel von Surb Astvatsatsin

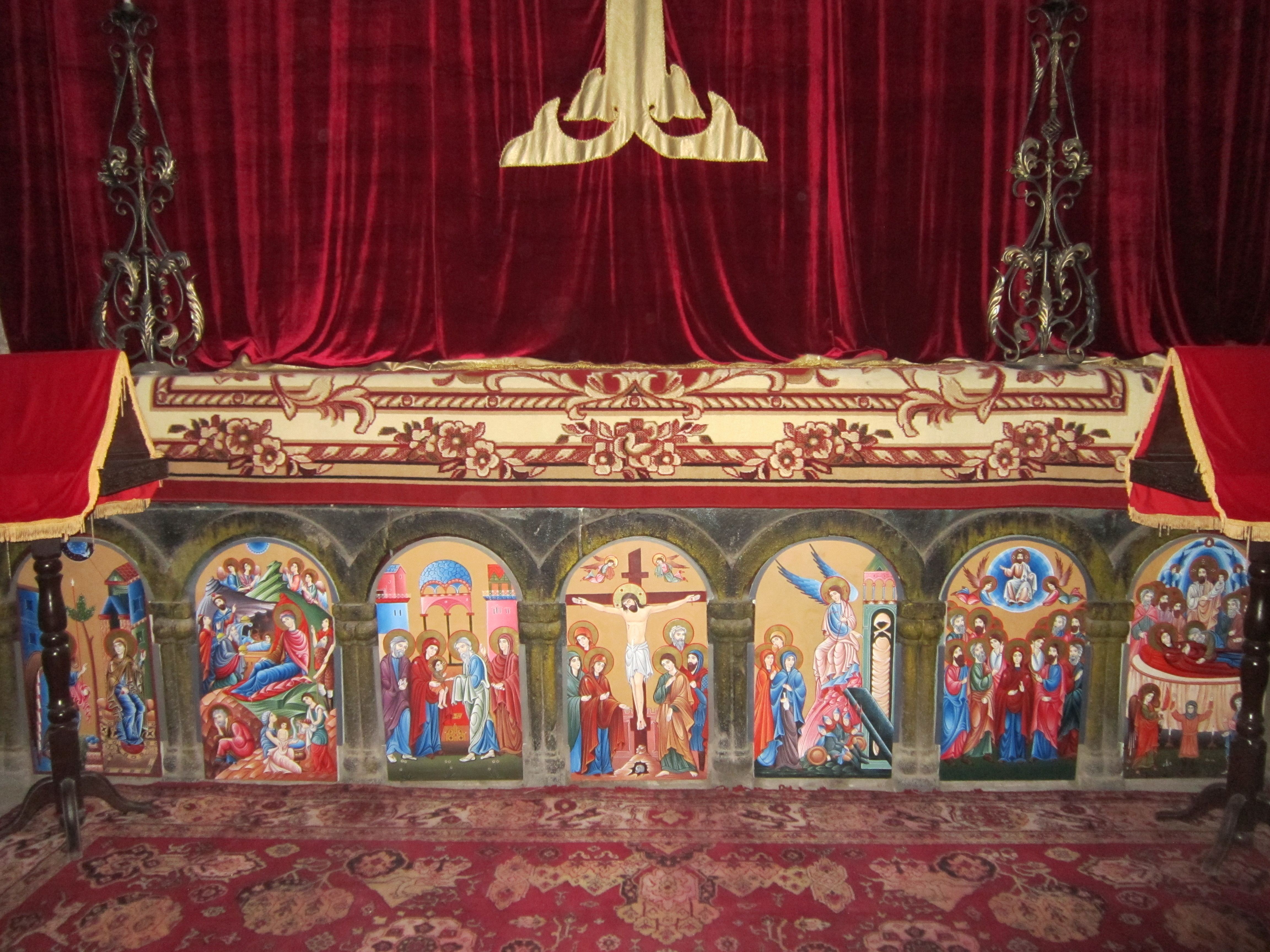
Der Altar

Der Klosterkomplex besteht aus einer Kirche sowie einem ihr westlich vorgebauten Gawit mit zwei Kapellen auf seinem Dach. Alle Bauten wurden aus dunkelgrauem Basalt gebaut und zeichnen sich durch ihren strengen Baustil aus, der auf jegliche dekorativen Elemente verzichtet.
Die Hauptkirche Surb Astvatsatsin ((armenisch Սուրբ Աստվածածին, „Heilige Muttergottes“), westarmenisch Surp Asdwadsadsin, andere Umschriften Surp Astvatsatsin, Surb Astuacacin, Surb Astwazazin) ist eine Kreuzkuppelkirche, die 1221 fertiggestellt wurde. Von außen ist sie rechteckig, innen ist ihr Grundriss kreuzförmig. Auf der dem Eingang gegenüberliegenden Seite liegt die halbrunde Altarapsis. In den Ecken gibt es vier Seitenkapellen. Die Außenfassade wird durch zwei Wandnischen sowie Fenster im Norden, Osten und Süden gegliedert. Die Wände sind mit einem Giebeldach bedeckt. Der Tambour ist innen wie außen rund und wird außen von einem Zeltdach bekrönt. Tambour und Kuppel ruhen auf einer quadratischen Konstruktion, die von Säulen getragen wird.
Der Gawit wurde 1221 fertiggestellt. Er hat einen quadratischen Grundriss. Die Kuppel mit zentralen Oberlicht wird von sich kreuzenden Bögen, die ihrerseits auf vier Säulen ruhen, getragen. Der Gawit von Tegher unterscheidet sich von Bauten aus der Zeit durch zwei Kapellen, die Vardapet Aghbayrik im Nordosten und im Nordwesten auf dem Dach des Gawits errichten ließ. Die neben dem Hauptportal des Gawits an der Außenfassade in den Stein gemeißelten Kreuze erinnern an Personen, die den Bau des Klosters finanziell unterstützt haben.

## Geschichte
In der zweiten Hälfte des 9. Jahrhunderts begann nach dem Ende der arabischen Herrschaft unter dem autonom regierenden Königshaus der Bagratiden die zweite Phase der armenischen Baukunst. Ab dem 10. Jahrhundert gründeten regionale Fürsten in ihrem Einflussbereich Klöster. Um 1215 kaufte Fürst Vacheh (aus der armenischen Vachutian-Dynastie) Aragatzotn. Gemeinsam mit seiner Frau Mama Khatun stiftete er die Klöster von Howhannawank, Saghmosawank (Hauptkirche 1216–1221) und Tegher. Der Architekt Vardapet Aghbayrik erbaute das Kloster (wie auch die benachbarten Klöster Howhannawank und Saghmosawank) gemäß einer Inschrift auf einer Säule im Gawit in den Jahren 1213 bis 1232. Nach ihrem Tod wurden der Fürst und seine Frau in der Vorhalle des Klosters Tegher beigesetzt.
Die Zeit der Mongoleninvasion im 13. Jahrhundert überstand das Kloster relativ unbeschadet. Seit 1467 umschließt eine heute teilweise verfallene Verteidigungsmauer mit runden Türmen das Areal. In den Jahren 1940–1952 sowie 1975–1976 wurde das Kloster restauriert. Im Zuge der Arbeiten wurde das Dach neu mit Tuffstein eingedeckt. Die Kuppeln wurden repariert, Wände und Gesimse verstärkt.